# Walther Caspari

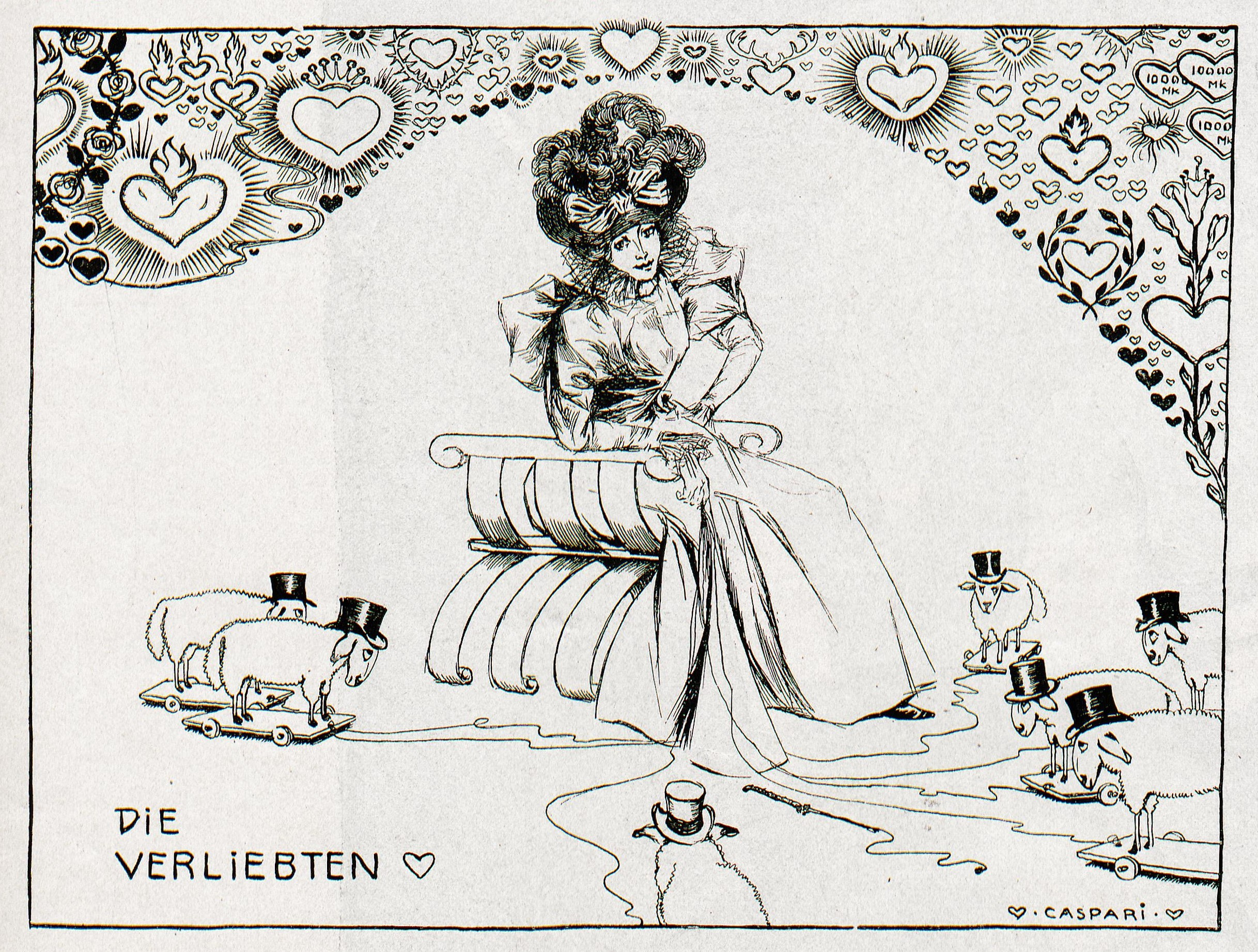
Die Verliebten (1898)

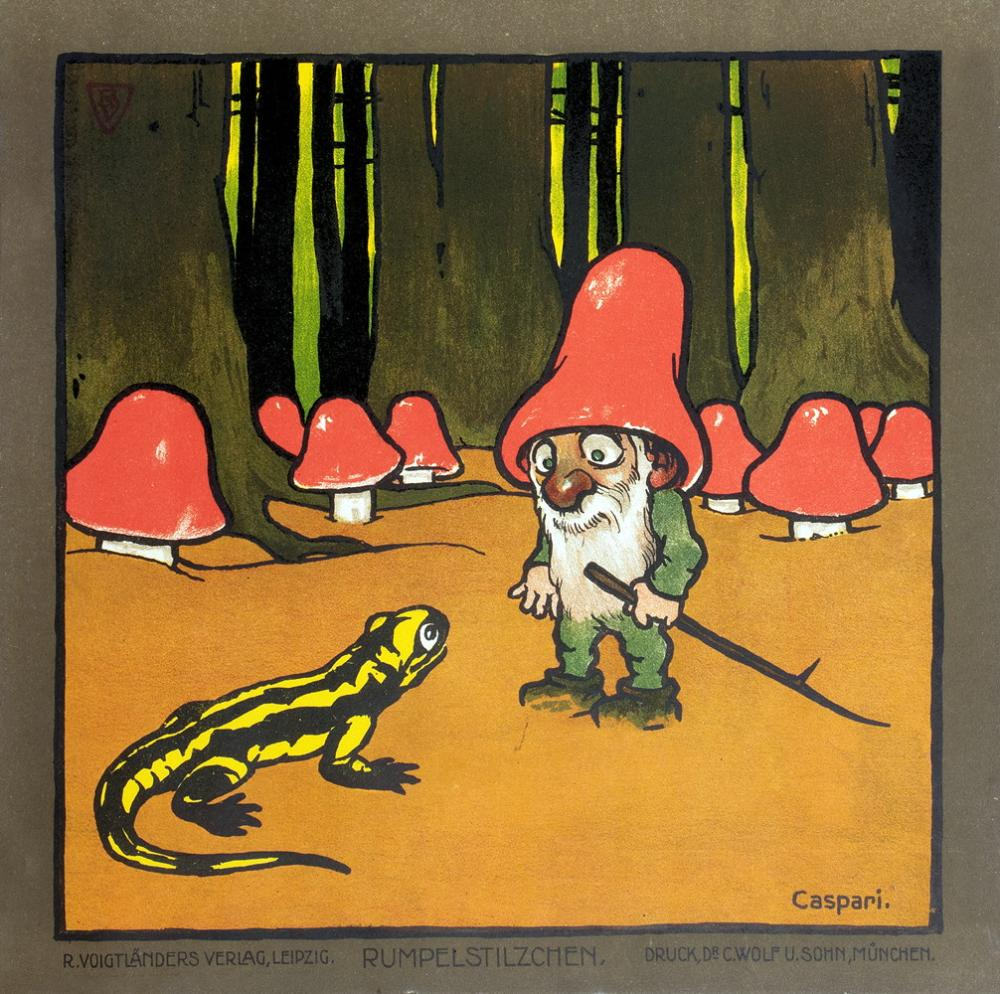
Rumpelstilzchen (1905)

Walther Caspari (* 31. Juli 1869 in Chemnitz; † 19. Juli 1913 in München) war ein deutscher Maler, Grafiker, Illustrator und Karikaturist.

## Leben und Werk
Walther Caspari war der ältere Bruder von Gertrud Caspari. Schon sein Vater, ein Kaufmann, war künstlerisch interessiert. 
 
Er machte zuerst eine Ausbildung als Kaufmann. 1891 bis 1893 studierte er an der Kunstgewerbeschule Leipzig, 1893 bis 1896 an der Kunstschule Weimar und ab dem 2. November 1897 an der Münchner Kunstakademie bei Paul Hoecker, bei dem auch Bruno Paul, Wilhelm Schulz und eine Reihe der Künstler der späteren Vereinigung „Scholle“ studierten.
1896 publizierte er erste Märchenillustrationen. Im gleichen Jahr begann er für die Zeitschrift Jugend (bis 1906) und zwischen 1897 und 1900 für den Simplicissimus zu arbeiten. Daneben entstanden Bilder und Textvignetten auch für die Fliegenden Blätter, die Lustigen Blätter und die Gartenlaube.
Außerdem schuf er Gebrauchsgrafik wie Exlibris, Plakate und Buchumschläge. Er illustrierte Literatur von Otto Erich Hartleben, Kurt Martens, Alexander Moszkowski, Rudolf Presber, Richard Voß und Ernst von Wolzogen.
Ab 1906 arbeitete er eng mit seiner Schwester in der Illustration von Kinderbüchern zusammen.
Casparis Zeichenstil mit einer klaren Linienführung war von Aubrey Beardsley angeregt und ist den Jugendstilzeichnungen von Thomas Theodor Heine oder Heinrich Vogeler vergleichbar. 
Walther Caspari war mit Elisabeth von Ammon verheiratet; ihr Sohn Claus wurde ebenfalls Künstler. 

## Illustrationen (Auswahl)
- F. A. Geissler: Märchen. Leipzig 1896.
- Jaschtschenko: Krissas Abenteuer. Stuttgart 1904
- Robert Misch: Kattenbachs. Eine heitere Geschichte aus Berlin. Neue illustrierte Ausgabe. Berlin [1906].
- Das lustige ABC. Hans von Weber, München 1907.
- Liebe alte Reime. Hans von Weber, München 1907.
- Aus Wald und Heide Verse von Johannes Trojan. Georg W. Dietrich, München o. J. (1909)
- Vom Baum des Lebens. Hrsg. von E. Geissler. Leipzig 1912.